# Orchidaceae: Illustrations and Studies of the Family Orchidaceae Issuing from the Ames Botanical Laboratory
Orchidaceae: Illustrations and Studies of the Family Orchidaceae Issuing from the Ames Botanical Laboratory (abreviado Orchidaceae) es un libro con ilustraciones y descripciones botánicas que fue escrito por el botánico estadounidense especializado en orquídeas; Oakes Ames y publicado en Cambridge (Massachusetts) en siete volúmenes en los años 1905-1922.

## Publicación
- Volumen n.º 1, 1905;
- Volumen n.º 2, 1908;
- Volumen n.º 3, 1908;
- Volumen n.º 4, 1910;
- Volumen n.º 5, 1915;
- Volumen n.º 6, 1920;
- Volumen n.º 7, 1922